# Момчето, което извика върколак
„Момчето, което извика върколак“ (на английски: The Boy Who Cried Werewolf) е американски телевизионен филм (комедия на ужасите) от 2010 г. на режисьора Ерик Брос, а сценарият е на Арт Едлър Браун и Дъглас Слоун. Във филма участват Виктория Джъстис, Чейс Елисън, Мат Уинстън, Брук Д'Орси, Кристи Лайнг, Стивън Греъм и Брук Шийлдс. Заснет е във Ванкувър, Британска Колумбия, Канада. Филмът е излъчен премиерно по Nickelodeon на 23 октомври 2010 г.

## Актьорски състав
- Виктория Джъстис – Джордан Сандс
- Чейс Елисън – Хънтър Сандс
- Мат Уинстън – Дейвид Сандс
- Ерика Керъл – Франсин Сандс
- Брук Шийлдс – Мадам Олга Варколак
- Брук Д'Орси – Полина Вон Екберг
- Габриела Изабел Пиероги – Върколак 2
- Стивън Греъм – Горан
- Валъри Тиан – Деби
- Бен Котън – Таксиметров шофьор
- Кейнън Уийб – Роб Райт
- Андреа Брукс – Ашли Едуардс
- Кристи Лайнг – Тифани Уит
- Патрик Сабонгуи – Фен на чудовищата
- Кери Джеймс – Корт Маккен
- Ана Галвин – г-жа Жаклин Карлсбърг
- Марси Т. Хаус – треньор Харбау
- Месхак Питърс – Ричард Монтгомъри
- Хедър Доерксън – Асистент-треньор
- Джилиън Мари – Кей Си

## Домашна употреба
Филмът е издаден на DVD на 8 ноември 2013 г., и на Blu-ray на 4 декември 2015 г.

## В България
В България филмът е излъчен по локалната версия на Никелодеон. Той е преведен като „Момчето, което разплака върколак“.

### Нахсинхронен дублаж
| Роля                         | Изпълнител          |
| ---------------------------- | ------------------- |
| Джордан Сендс                | Ева Данаилова       |
| Хънтър Сендс                 | Константин Димитров |
| Ашли Едуардс                 | Мими Йорданова      |
| Дейвид Сендс                 | Виктор Танев        |
| Монстър Фен тип              | Сотир Мелев         |
| Поулина                      | Надежда Панайотова  |
| Мадам Върколак               | Михаела Тюлева      |
| Корт Маккан                  | Асен Кукушев        |
| Горан                        | Севар Иванов        |
| Ричард                       | Анислав Лазаров     |
| Игор фон Хелман Станиславски | Петър Калчев        |